# پتوی
پتوی (اسلوونیایی: Ptuj و آلمانی: Pettau) شهری در اسلوونی با جمعیتی حدود ۱۸۰۰۰ نفر است. پتوی به قدمت عصر سنگ در کنار رودخانه دراوا واقع شده و قدیمی‌ترین شهر اسلوونی است.